# Dune buggy

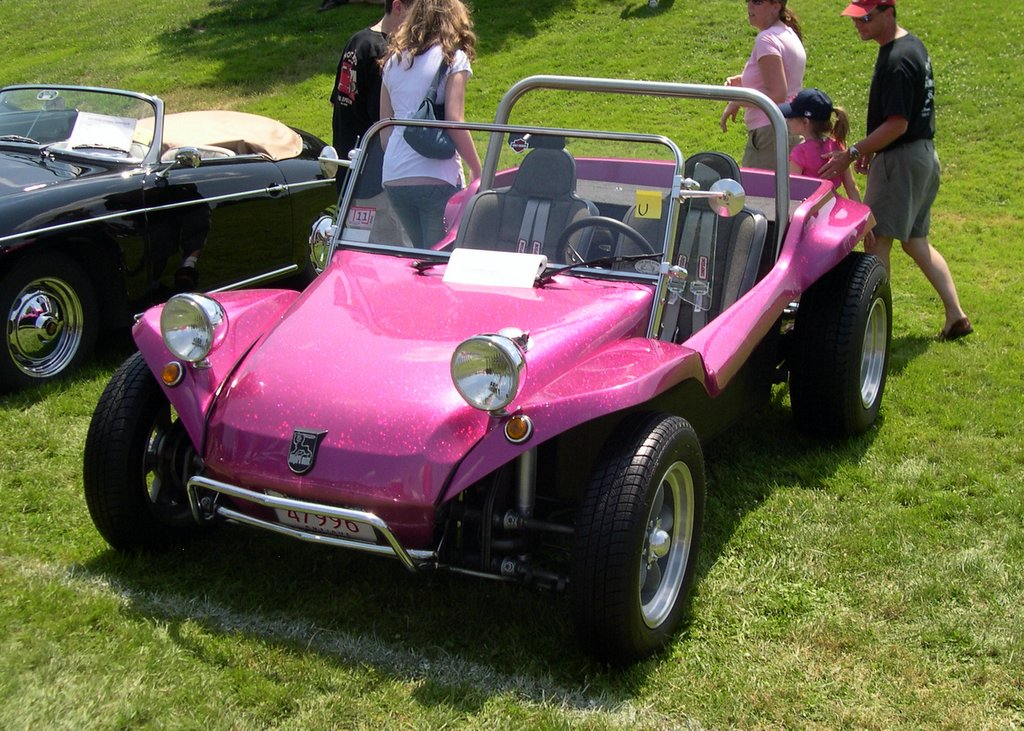
Una Meyers Manx II del 1970.

La dune buggy è un tipo di automobile destinata alla marcia sulla sabbia. Sebbene la moda e il suo aspetto sbarazzino ne abbiano decretato il successo oltre le dune, la dune buggy rimane comunque un'auto prettamente adatta al divertimento estivo. 
Generalmente le dune buggy sono il risultato della trasformazione di un Volkswagen Maggiolino, del quale conservano il telaio modificato e tutta la meccanica. La dune buggy è icona degli anni 1960 e 1970.

## Storia
La storia delle dune buggy nasce praticamente con quella dell'automobile stessa, ed è un fenomeno che fino ad un certo punto della sua evoluzione rimane tipicamente americano.
Già negli anni venti e trenta, infatti, i giovani che vivevano sulle coste statunitensi erano soliti mischiare pezzi di motocoltivatrici e rottami di vecchie Ford T per esplorare le zone sabbiose. Il segreto per galleggiare sulla sabbia erano le ruote larghe ed i primi esemplari erano equipaggiati di grossi tini di legno al posto delle gomme. Con l'andare del tempo l'affinarsi delle automobili creò una offerta di rottami sempre più potenti da cui attingere e le dune buggy mutarono forma diventando negli anni '50 e '60 dei telai automobilistici modificati e privi di carrozzeria, dotati di potentissimi motori 8 cilindri.
Arrivarono poi in America i Maggiolini Volkswagen, importati in gran numero. Ci si accorse che la motricità e la leggerezza di queste vetture erano favorevoli alla marcia sulla sabbia. Creare una dune buggy partendo da un Maggiolino era molto facile: bastava buttare via la carrozzeria e viaggiare solo con il telaio, munito di enormi pneumatici a bassa pressione.
L'economia dell'operazione rese il fenomeno dune buggy ancora più popolare, sebbene questo rimanesse un fatto sostanzialmente "di nicchia": questi ibridi fatti per saltare sulle dune rimanevano infatti nelle dune.
Con le idee di Bruce Meyers la situazione cambiò. Per primo, Meyers cercò di dare una carrozzeria ai rozzi telai che venivano usati per saltare sulle dune. Ci riuscì talmente bene che la sua "Manx" nel 1964 creò nell'immaginario collettivo l'idea di dune buggy ancora oggi più diffusa: motore scoperto, gomme larghe e fari esterni, fiancate ad onda, niente porte né cofani.
Approfittando anche del momento storico della contestazione di fine anni sessanta, in un certo modo propizio alla diffusione di un'"antimacchina" come la Manx, di fatto la moda esplose e in breve tempo diversi costruttori copiarono l'idea di Meyers, proponendo principalmente dei kit di montaggio per modificare dei maggiolini a fine carriera.
Alla fine degli anni sessanta le dune buggy circolanti negli Stati Uniti erano più di 20.000, e i primi esemplari cominciavano ad essere esportati nel vecchio continente, guadagnando un rapido consenso.
Anche in Europa, considerata la semplicità costruttiva e la facilità di reperire le meccaniche Volkswagen, i costruttori di queste vetture in scatola di montaggio si diffusero, particolarmente in Inghilterra e in Italia.
Le "dune buggy", nei primi anni settanta, soppiantarono rapidamente le locali "spiaggine" e divennero un fenomeno di gran moda che si spense sul finire del decennio.

## In Italia
In Italia, la prima dune buggy apparve nel 1968, distribuita in scatola di montaggio dalla ditta bolognese All Cars di Mario Zodiaco.
Il kit comprendeva la carrozzeria in vetroresina, il parabrezza, i fanali, oltre agli attacchi e alla bulloneria necessari per l'aggancio al pianale della Maggiolino, che doveva però essere accorciato di 273 mm. Il kit base veniva proposto al prezzo di 371.400 Lire, ma poteva essere arricchito con numerosi accessori opzionali, come l'hard-top, i sedili, gli pneumatici a sezione larga e il roll-bar.
La vista del veicolo sulle strade emiliane suscitò un tale scalpore al punto da far maturare in Zodiaco l'idea di iniziare la produzione su licenza della Deserter in Italia. Superate le difficoltà burocratiche relative all'omologazione di un veicolo basato sul telaio del Maggiolino opportunamente accorciato, nel maggio del 1969 viene costituita a Bologna la Autozodiaco s.r.l.
Dissidi tra Zodiaco ed uno dei suoi finanziatori portarono alla nascita di una ditta concorrente (la Automirage) che in origine avrebbe dovuto produrre i primi esemplari del Deserter ed invece iniziò a produrre una dune buggy denominata "Mirage", uguale in tutto e per tutto al prototipo originale. Zodiaco raggiunse comunque un accordo con la ditta Giannini di Roma, nota per la produzione di versioni elaborate di autovetture FIAT, per la produzione della prima serie di dune buggy.
Qualche mese dopo, la Autozodiaco aprì uno stabilimento a Pianoro, in provincia di Bologna, per la produzione in proprio delle vetture, che rimase operativo fino al 1974.

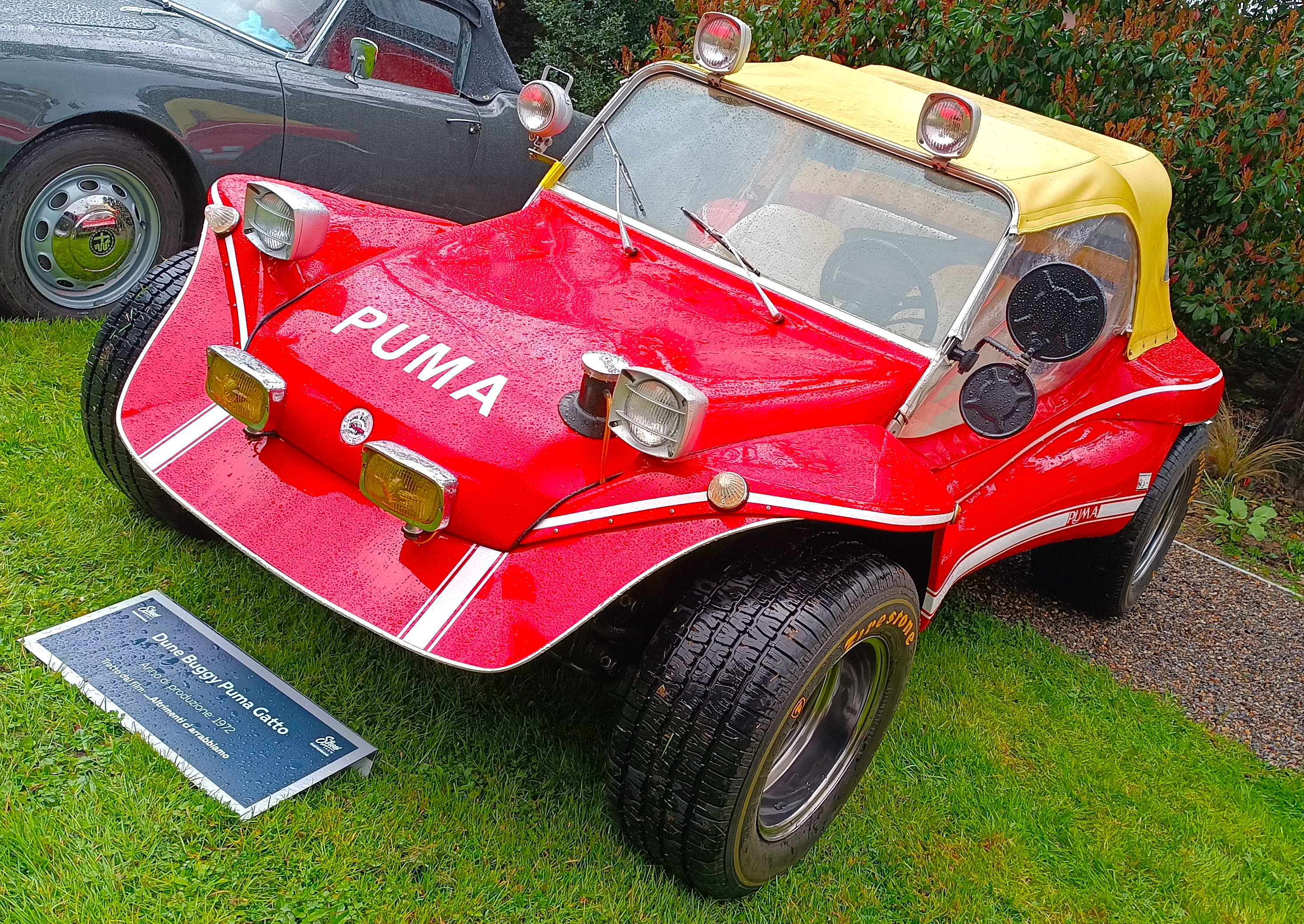
Una dune buggy Puma del 1972, analoga a quella del film ...altrimenti ci arrabbiamo!.

Nel frattempo, intorno allo stesso periodo a Roma venne fondata dal pilota di autocross Adriano Gatto la Puma s.r.l. con sede sulla via Tiburtina, la quale iniziò a produrre una propria linea di dune buggy molto simili al "Deserter", un esemplare dei quali apparve nel film ...altrimenti ci arrabbiamo! con Bud Spencer e Terence Hill.
(Guido e Maurizio De Angelis nella celebre colonna sonora di ...altrimenti ci arrabbiamo!)
Altri fabbricanti di dune buggy in Italia furono la ATL di Mandello del Lario che produceva su licenza i modelli della EMPI, un'altra ditta americana, la MOMO in Rozzano (divenuta MOMO Helvetia nel 1972), la Greppi di Colico, la Hot Car di Milano e Mello Ferraro nel quartiere Landro.
All'inizio degli anni '70 la carrozzeria dei fratelli Greppi di Colico presentò tre modelli in vetroresina su meccanica Volkswagen, la Spider Smach, la Buggy Drag II e la Torpedo Safari. Il modello più venduto (1.900.000 lire) nel 1974 fu il Buggy omologato quattro posti con cappottina e laterali.
La crisi petrolifera assestò un duro colpo alla popolarità delle dune buggy in Italia, e quasi tutte le case produttrici (ad eccezione della PUMA di Roma) cessarono la produzione di questi veicoli negli anni immediatamente successivi.